# Uruguay-Runde
Die Uruguay-Runde war die achte im Rahmen des GATT durchgeführte Welthandelsrunde. Sie begann im Jahr 1986 und endete 1994 mit der Schlussakte von Marrakesch über die Ergebnisse der multilateralen Handelsverhandlungen (die sogenannten Marrakesch-Abkommen). In dieser Verhandlungsrunde verlagerten die Industrieländer ihren Fokus erstmals von der Liberalisierung des Warenhandels auf den sogenannten „Handel mit Dienstleistungen“ und den Schutz geistigen Eigentums. Die Entwicklungsländer dagegen, die die Mehrheit der teilnehmenden Länder stellen, forderten einen besseren Marktzugang für ihre Produkte, insbesondere Textilien und Agrarprodukte, in den Industrieländern. Außerdem wurde erstmals die Forderung nach einer Senkung der wettbewerbsverzerrenden Agrarsubventionen in den Industrieländern, besonders den USA und der EU, diskutiert.
Ein weiteres Thema der Uruguay-Runde waren institutionelle Reformen, welche die Gründung der Welthandelsorganisation (WTO) zur Folge hatten. Die Forderungen der Industrieländer wurden im Wesentlichen durch das GATS (Allgemeines Abkommen über den Handel mit Dienstleistungen) und das TRIPS (Handelsbezogene Aspekte des Schutzes von geistigem Eigentum) erfüllt. Außerdem wurden weitere Zollsenkungen, eine schrittweise Öffnung der Agrarmärkte sowie eine Senkung der Agrarsubventionen vereinbart. Gerade im Agrarsektor setzten allerdings die Industrieländer ihre Zusagen nicht um, weshalb dieser Punkt auf weiteren Verhandlungsrunden der WTO immer wieder umstritten war. Die von einigen Industrieländern geforderten sozialen Mindeststandards wurden von Entwicklungsländern als verdeckter Protektionismus abgelehnt.

## Ablauf
Wie bei allen Handelsrunden war bereits die Definition des Verhandlungsmandats im Vorfeld strittig und beschäftigte die Vertragsparteien des GATT mehrere Jahre lang. Streitpunkt waren insbesondere die neuen Themenfelder Dienstleistungen und intellektuelles Eigentum; als Kompromiss wurden die Dienstleistungsverhandlungen strikt von den Verhandlungen in anderen Themenfeldern getrennt. Da die Ergebnisse der Uruguay-Runde (Marrakesch-Abkommen) von einzelnen Staaten aber nur als Gesamtpaket angenommen werden konnten, setzten sich letztlich die Industrieländer mit ihrer Forderung nach einer festen Verknüpfung der Regelwerke für Waren- und Dienstleistungshandel durch.
Die eigentlichen Verhandlungen wurden 1986 mit einer Ministerkonferenz in Punta del Este, Uruguay, begonnen. Sie sollten ursprünglich innerhalb von vier Jahren abgeschlossen werden. 1988 fand in Montreal eine Konferenz statt, die erste Zwischenergebnisse festhalten sollte, auf der aber weiterhin massive Unterschiede in den Positionen der beteiligten Staaten sichtbar waren. Die Ministerkonferenz 1990 in Brüssel, die die Runde eigentlich abschließen sollte, scheiterte an fortgesetzten Differenzen. Erst nach drei weiteren Jahren gab es Ende 1993 eine Einigung in allen wichtigen Punkten, so dass das Marrakesch-Abkommen 1994 unterzeichnet werden und die Gründung der WTO zum 1. Januar 1995 in Kraft treten konnte.

## Agreement on Agriculture– AoA
Während der Uruguay-Runde wurde das sogenannte Agrarabkommen vereinbart (1994 in Marrakesch). Es setzt für alle WTO-Mitglieder die Regeln für den Agrarhandel fest. Die Umsetzung soll für Entwicklungsländer in zehn Jahren (1995–2005) und für Industrieländer in fünf Jahren (1995–2000) erfolgen. Einige der Regeln dieses Abkommens sind in sogenannten „Boxen“ zusammengefasst:

### Gelbe Box (Amber Box)
Zahlungen an Produzenten und andere inländische Subventionen, die unter den Bestimmungen des Agrarabkommens der Uruguay-Runde reduziert, aber nicht beseitigt werden sollen. In der gelben Box enthaltene Ausgaben sind den Reduktionen basierend auf dem Aggregierten Stützungsmaß („Aggregate Measurement of Support“, AMS) unterworfen. Das AMS ist eine kalkulatorische Größe, welche die staatliche Unterstützung für landwirtschaftliche Produzenten umfasst. Ausgenommen sind lediglich jene Ausgaben, die in den anderen Artikeln des Abkommens freigestellt sind. Alle Agrarausgaben der Regierung sollten in der Gelben Box sein, außer sie entsprechen den Kriterien der anderen Boxen (Blaue oder Grüne Box). Bei der EU fällt z. B. die Marktpreisstützung in die Gelbe Box.

### Blaue Box
Mit dem Blair-House-Abkommen zwischen der EU und den USA gelang 1992 der „Durchbruch“ in den Agrarverhandlungen in der Uruguay-Runde, die sog. Blaue Box wurde geschaffen. Der Artikel 6.5. des AoA besagt, dass die Blaue Box den Ländern unbegrenzte Ausgaben für Direktzahlungen an Landwirte erlaubt, wenn diese Zahlungen an „produktionsbeschränkende Programme“ gekoppelt sind. Die Zahlungen sind hierbei auf festgelegte Flächen und Felder bezogen oder werden pro Vieh berechnet. Bei der EU sind das die Flächen- und Tierprämien sowie die Flächenstilllegungsprämien.

### Grüne Box
Diese Box wird im Agrarabkommen als Anhang 2 des AoA bezeichnet. Es ist eine Liste von Direktzahlungen, die von den AMS-Berechnungen (Gelbe Box) ausgenommen sind.
- Abs. 2: Allgemeine Dienstleistungen z. B. Forschung, Beratung, Inspektionsdienste etc.
- Abs. 3: Öffentliche Lagerhaltung aus Gründen der Ernährungssicherheit
- Abs. 4: Interne Nahrungsmittelhilfe (zum aktuellen Marktpreis)
- Abs. 5: Direktzahlungen an Erzeuger
- Abs. 6: Entkoppelte Einkommensunterstützung
- Abs. 7: Finanzielle Beteiligung der öffentlichen Hand an Einkommensversicherungen und anderen Einkommenssicherungsprogrammen
- Abs. 8: Zahlungen als Hilfe bei Naturkatastrophen
- Abs. 9: Strukturanpassungshilfe in Form von Ruhestandsprogrammen für Erzeuger
- Abs. 10: Strukturanpassungshilfe in Form von Programmen zur Stilllegung von Ressourcen
- Abs. 11: Strukturanpassungshilfe in Form von Investitionsbeihilfen
- Abs. 12: Zahlungen im Rahmen von Umweltprogrammen
- Abs. 13: Zahlung im Rahmen von Regionalbeihilfeprogrammen

Die Direktzahlungen an Erzeuger sind an nichts anderes gebunden als an eine feste, historische „Basisperiode“ (sogenannte entkoppelte Zahlungen).

### Rote Box
Maßnahmen, die vom Agrarabkommen „geächtet“ werden, d. h. verboten sind. Dazu gehören z. B. nicht-tarifäre Maßnahmen, wie variable Abgaben. Diese Bezeichnung wird nur selten benutzt. Als das „General Agreement on Tariffs and Trade – GATT“ (allgemeines Zoll- und Handelsabkommen) mit der Gründung 1947 in verschiedenen Runden entwickelt wurde und eine wachsende Anzahl von Entwicklungsländern dieses Abkommen unterzeichneten, etablierten die Mitgliedsstaaten in den 60er Jahren den Grundsatz, dass den Entwicklungsländern eine größere Flexibilität gewährt werden sollte, als den Industrieländern. Mit SDT werden die Nachteile der Entwicklungsländer im Welthandelssystem anerkannt. Die Ausgangsbedingungen für eine Teilhabe der ärmsten Länder am Welthandel sind aufgrund ihrer beschränkten Kapazitäten weitaus schlechter. Diese Anerkennung wird als Sonder- und Vorzugsbehandlung (= Special and Differential Treatment, SDT, SND) bezeichnet. Obwohl in vielen Abkommen, wie auch den AoA, die vorgesehenen SDT von manchen als unzureichend angesehen werden, verwendet die WTO weiter den Begriff SDT.